# Seututie 164
Pour les articles homonymes, voir Route 164.
La route régionale 164 (finnois : Seututie 164) est une route régionale allant de Levanto à Mäntsälä jusqu'à Orimattila en Finlande,,.

## Présentation
La seututie 164 est une route régionale de Päijät-Häme et d'Uusimaa.

## Parcours
- Levanto
- Levanto
- Salusjärvi
- Aronperä
- Viikari
- Orimattila